# Hvězda jede na jih
Hvězda jede na jih je československo-jugoslávská filmová revuální komedie z roku 1958 o zájezdu jazzové kapely na slunný Jadran. Zpěvačka se opozdila a tak je celá akce v ohrožení. Nakonec ale vše dobře dopadne.

## Osoby a obsazení
| Gordana Miletić    | Soňa                  |
| Rudolf Hrušínský   | dirigent              |
| Joža Gregorin      | Drago                 |
| Ljubomír Didić     | Čkalja                |
| Barbara Polomská   | Lída                  |
| Stella Zázvorková  | Pětioká               |
| Ludmila Píchová    | Nademlejnská          |
| Rudolf Deyl mladší | Nečásek               |
| Antun Nalis        | ředitel festivalu     |
| Miloš Kopecký      | průvodce              |
| Eman Fiala         | Strouhal              |
| Jaroslav Štercl    | Pištělák              |
| Rudolf Cortés      | Bárta                 |
| Karel Effa         | Zejda                 |
| Vladimír Menšík    | Vostřák               |
| Lubomír Lipský     | Holpuch               |
| Josef Hlinomaz     | Bříza                 |
| Zdeněk Chudáček    | Pepíček               |
| Václav Trégl       | celník                |
| Rudolf Princ       | přednosta stanice     |
| Jiřina Steimarová  | Navrátilová           |
| Hana Talpová       | úřednice na letišti   |
| Jiřina Bohdalová   | průvodčí vlaku        |
| Mirko Musil        | celník                |
| Jan Maška          | celník                |
| Marcela Martínková | rekreantka            |
| Josef Šidlichovský | zaměstnanec železnice |
| Bohumil Šmída      | muž v aeroliniích     |

## Další členové realizačního štábu
| námět:                  | Oldřich Lipský Jiří Síla Vladimír Škutina |
| scénář:                 | Oldřich Lipský Jiří Síla Vladimír Škutina |
| režie:                  | Oldřich Lipský |
| dabing:                 | Alena Kreuzmannová Jaroslava Adamová |
| kamera:                 | Ferdinand Pečenka |
| hudba:                  | Jiří Baur .... Směj se dál Miloslav Ducháč .... Dobrou noc,můj milý Vlastimil Hála Evžen Klen .... píseň Píše moře modré psaní; Zlé fialky; Až přijde ten pravý; Kdybych tě neměl rád; Franz Lehár .... Líbám ženy, vás tak rád                                                                                      |
| text písně:             | Josef Kainar .... Píše moře modré psaní; Vladimír Dvořák .... Dobrou noc, můj milý Zdeněk Borovec .... Zlé fialky; Kdybych tě neměl rád; Směj se dál |
| zpěv:                   | Jarmila Veselá .... Píše moře modré psaní; Až přijde ten pravý; Dobrou noc, můj milý; Směj se dál Rudolf Cortéz .... Zlé fialky; Kdybych tě neměl rád; Směj se dál Vladimír Menšík .... Ach synku, synku Josef Hlinomaz .... Ach synku, synku Rudolf Deyl mladší .... Pryč a pryč je všecko; Líbám ženy, vás tak rád |
| střih:                  | Miroslav Hájek |
| zvuk:                   | Josef Vlček |
| kostýmy:                | Lída Novotná Jasna Novak-Šubić Jarmila Romanová Helena Vondrušková Drago Habazin |
| výtvarník:              | Vladimír Mácha Sejfudin Tanović |
| výprava-architekt:      | Vladimir Tadej Vladimír Labský |
| masky:                  | Vladimír Petřina Mirko Mačkić Jan Štětina Savo Košničarevič |
| vedoucí produkce:       | Jiří Pokorný Milan Žmukić |
| zástupce ved. produkce: | Jaroslav Jaroš Dušan Perković Miloš Stejskal Karlo Hudec |
| asistent režie:         | Helena Pokorná Stevo Lepetić |
| pomocná režie:          | Mate Relja |
| asistent kamery:        | Josef Novotný Stevo Lepetić Josef Pávek |
| nahrál:                 | orchestr Karla Vlacha |
| dirigent:               | Karel Vlach |
| Výroba:                 | Filmové studio Barrandov - Výr. skupina: Šmída - Kunc Lovćen film Budva |
| Distribuce:             | Ústřední půjčovna filmů |
| Ateliéry:               | Barrandov |
| Exteriéry:              | Jugoslávie - Rijeka Jugoslávie - Split - Diokleciánův palác Jugoslávie - Korčula Jugoslávie - Trogir Jugoslávie - Brela Jugoslávie - Cavtat Jugoslávie - Dubrovník a okolí Jugoslávie - Bělehrad - letiště, ulice Praha - hlavní nádraží Praha - Hradčany - panoráma z Petřína Praha - nádraží Střed Senohraby       |